# فرنسيس ريتشاردز
فرنسيس ريتشاردز (بالإنجليزية: Francis Richards)‏ هو دبلوماسي بريطاني، ولد في 1945.